# Sanderbout
Sanderbout is een wijk in het Limburgse Sittard.
De wijk is gelegen aan de zuidwestelijke rand van de stad en wordt aan de noordelijke/westelijke zijde omsloten door de spoorweg Roermond-Maastricht, aan de oostelijke zijde door de spoorweg Sittard-Heerlen en aan de zuidelijke zijde door de Middenweg (N276). Deze wijk is een typisch voorbeeld van een voormalige "mijnwerkerskolonie", een arbeidersbuurt die in het begin van de 20e eeuw gebouwd werd om mijnwerkers te huisvesten. Oorspronkelijk lagen dit soort nederzettingen op enige afstand van de bestaande woonkernen, maar thans is Sanderbout aaneengegroeid met de rest van Sittard. De wijk kan verder onderverdeeld worden in de buurten Achtbunder, Kleindorp en Sanderbout. De buurten Kleindorp en Sanderbout werden ontworpen door de architect Jan Stuyt en de bouw van de eerste woningen startte in 1918.
De wijk is vernoemd naar Sanderbout, koning van Lotharingen van 895 tot 900. Behalve deze wijk zijn ook vele andere zaken in de omgeving van Sittard, zoals straten en verenigingen, vernoemd naar deze koning.
Deze wijk is onder andere voorzien van een  kickboksdojo, voetbalclub,  maatschappelijk werk en een muziekkorps. De buurt telde ooit 3 lagere scholen en 1 kleuterschool, opgericht en geleid door de Zusters Augustinessen van Sint Monica, die er ook hun klooster hadden. In 2016 sloot de Augustinusschool als laatste haar deuren. Het klooster werd al in 1991 afgebroken. Er zijn verschillende verenigingen actief in deze wijk, waaronder VV Sanderbout, DC D'n Hook, CV De Koelköp, De Verseerders en Fanfare St. Barbara.
Midden in de wijk staat de voormalige rooms-katholieke Gemmakerk uit 1952 die vanaf 2016 fungeert als multifunctioneel centrum 'Onger de twee Tores'.

## Fotogalerij

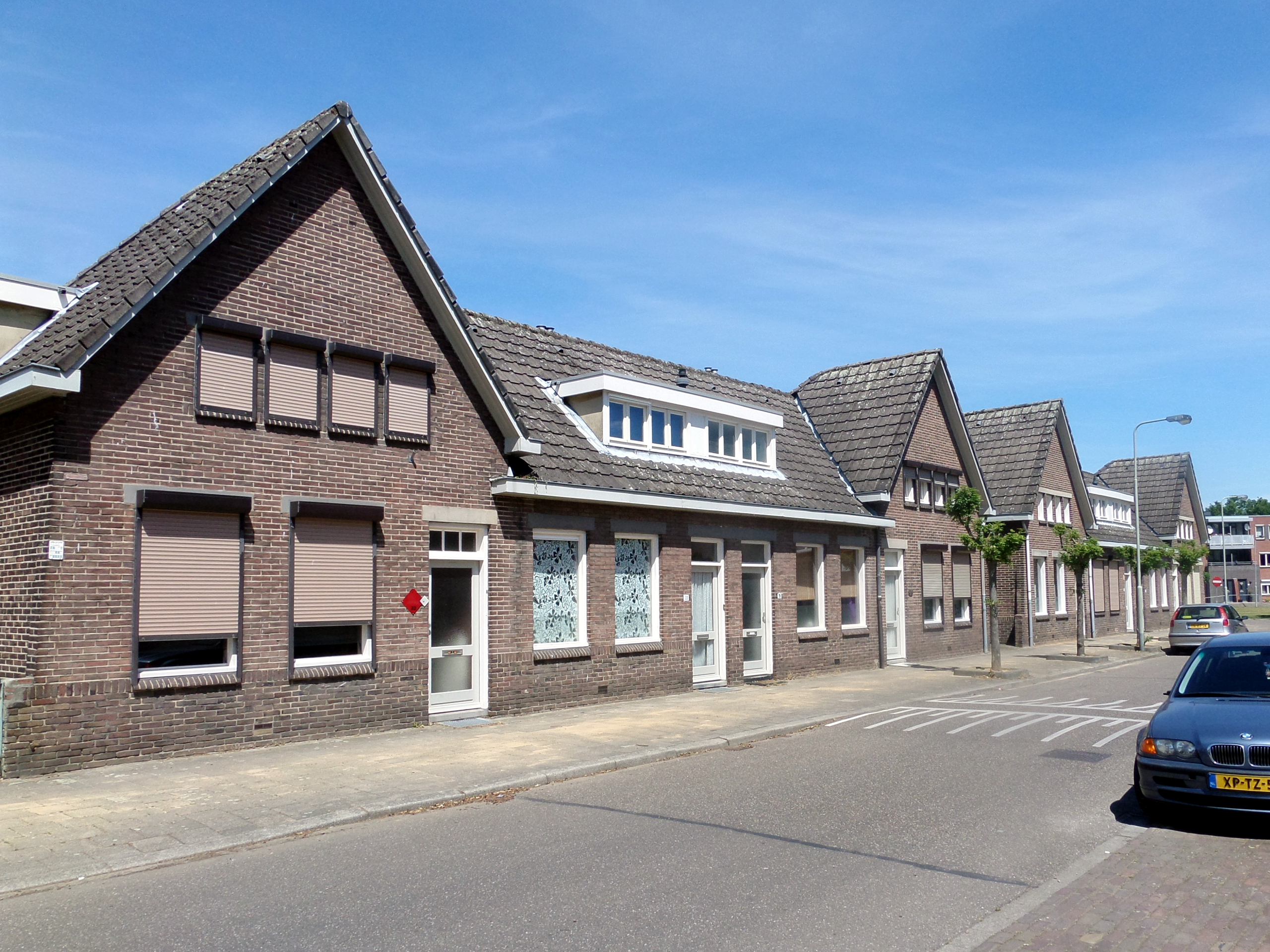
Ericastraat
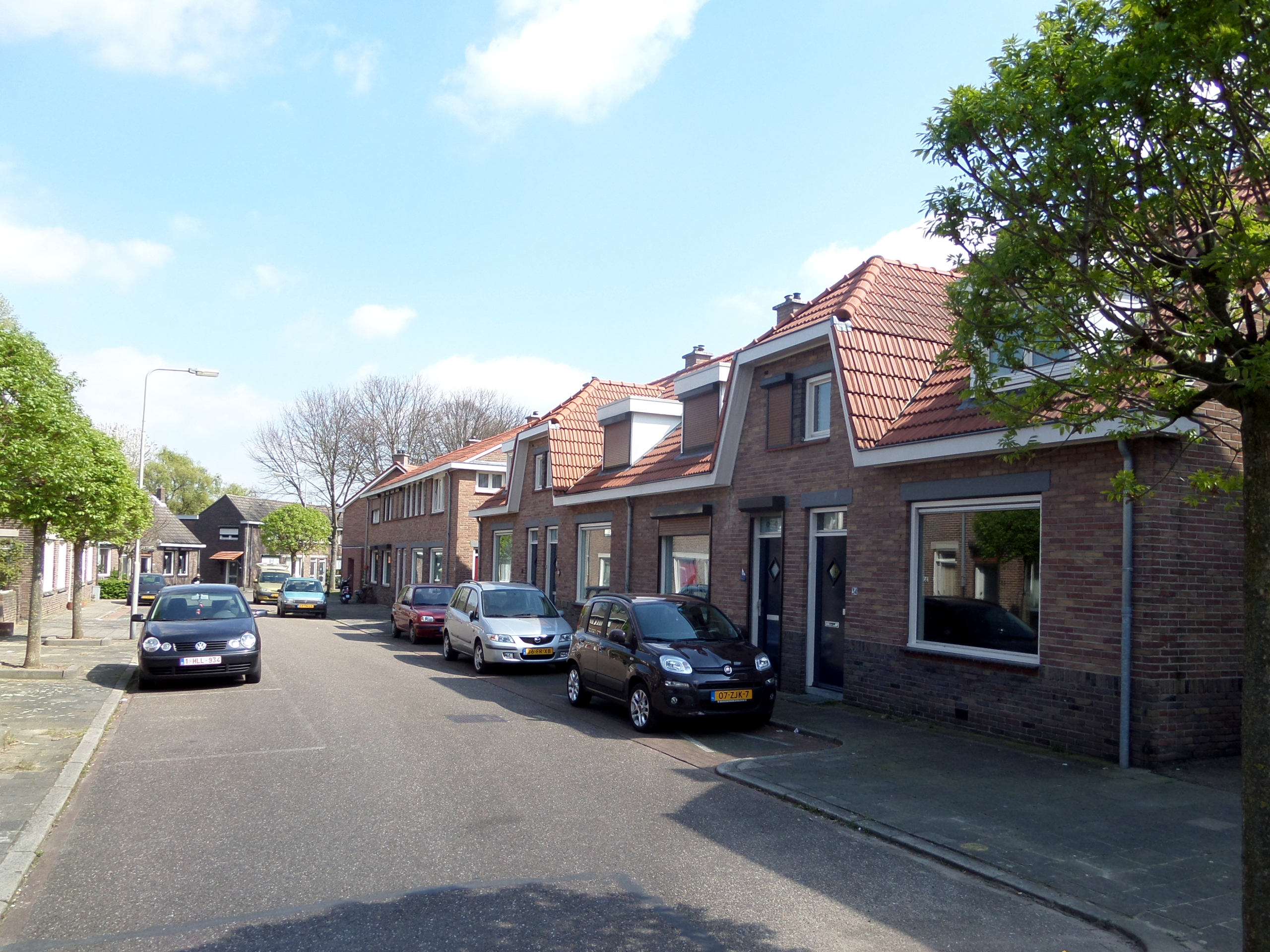
Leliestraat
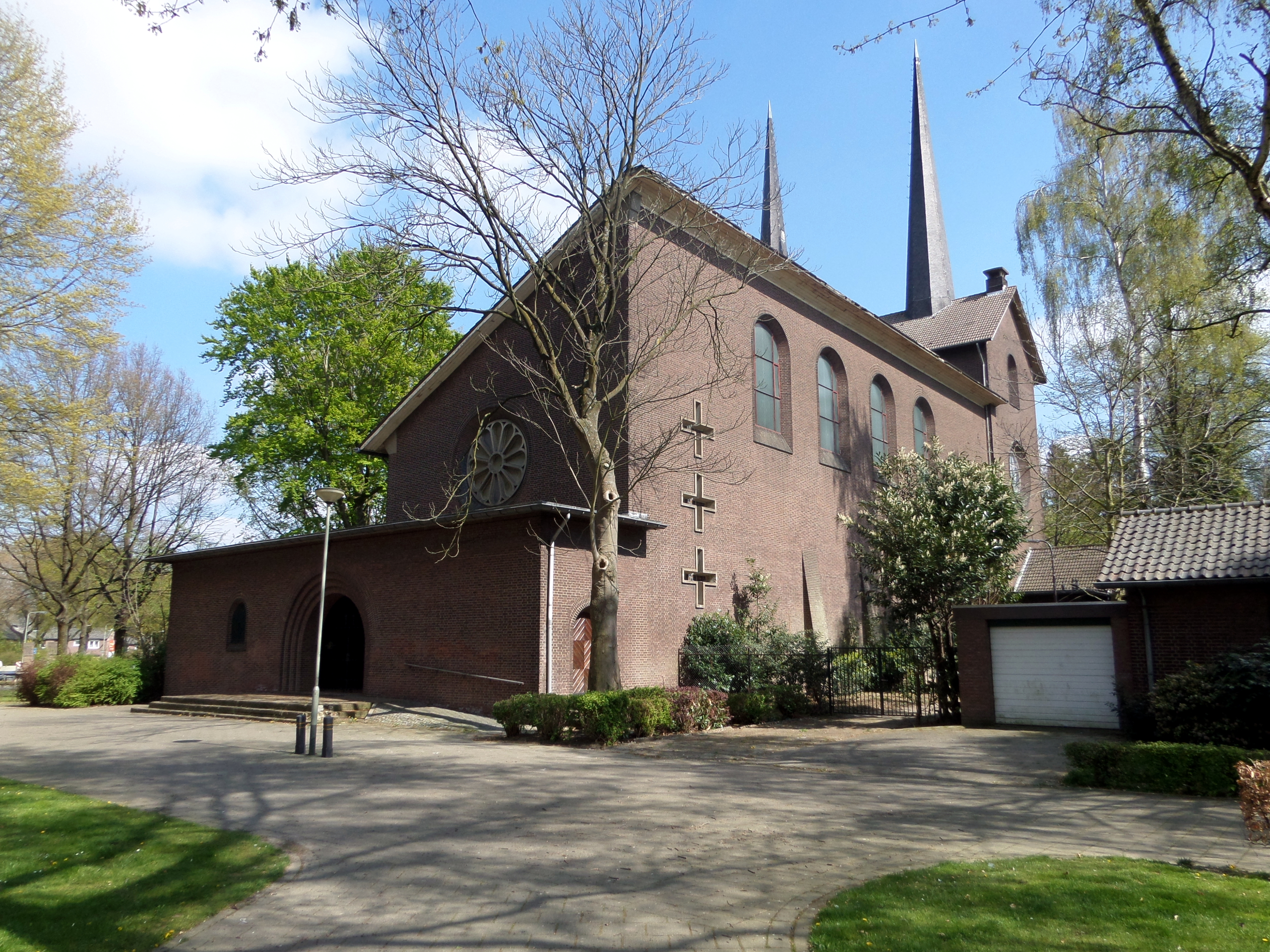
Gemmakerk